# Cheryl Ladd
Cheryl Ladd (Huron, Dél-Dakota, 1951. július 12. –) amerikai színésznő, énekesnő.

## Élete és pályafutása
Anyja Dolores Katz pincérnő, apja Marion Stoppelmoor vasútmérnök.
1970-ben a Josie and the Pussycats című rajzfilmsorozatban debütált szinkronszínészként, ahol a Melody nevű szereplőnek kölcsönözte énekhangját, Cherie Moor néven. Ezt követően több televíziós sorozat egy-egy epizódjában kapott kisebb szerepeket. Ebben az időszakban a Cheryl Stoppelmoor nevet használta. 1974-től kezdték el feltüntetni Cheryl Ladd néven. További epizódszerepek következtek egészen 1977-ig. Ekkor hagyta ott Farrah Fawcett a Charlie angyalai című sorozatot, az első évad után. Az ő helyébe lépett Cheryl Kris Munroe néven, mint Jill húga és 87 epizódon át alakította a nyomozólányt. 1983-ban megkapta a Grace Kelly című életrajzi dráma címszerepét.
1994 és 1996 között a Waikiki páros című sorozatban Dawn 'Holli' Hollidayt alakította 21 részen át. 2003-ban a Bűbájos boszorkák című sorozat egy epizódjában vendégszerepelt. 2003-tól a Las Vegas című sorozatban Ed feleségét, Jillian Deline-t játszotta. Feltűnt még a CSI: Miami helyszínelők, az NCIS és a Nyugi, Charlie! című sorozatok epizódjaiban is. A Rosario Dawson és Katherine Heigl főszereplésével bemutatott Öldöklő szerelem (2017) című filmben is játszott.

## Magánélete
Első férjétől, David Ladd színésztől egy gyermeke született, aki Jordan Ladd néven szintén színésznőként vált híressé. 1980-ban váltak el, 1981-ben hozzáment Brian Russell zenei producerhez, akivel azóta is együtt vannak.

## Filmográfia

### Film
| Év   | Magyar cím                           | Eredeti cím                    | Szerep                                | Magyar hang        |
| ---- | ------------------------------------ | ------------------------------ | ------------------------------------- | ------------------ |
| 1971 |                                      | Chrome and Hot Leather         | Kathy                                 |                    |
| 1974 | A Jamaica zátony kincse              | The Treasure of Jamaica Reef   | Zappy                                 |                    |
| 1983 | Jóban és rosszban                    | Now and Forever                | Jessie Clarke                         |                    |
| 1984 | Bíborszív (Kitüntetettek)            | Purple Hearts                  | Deborah Solomon                       | Pápai Erika        |
| 1984 | Bíborszív (Kitüntetettek)            | Purple Hearts                  | Deborah Solomon                       | Murányi Tünde      |
| 1989 | Millennium                           | Millennium                     | Louise Baltimore                      | Kiss Erika         |
| 1990 | Lisa                                 | Lisa                           | Katherine                             | Menszátor Magdolna |
| 1992 | Poison Ivy – Szex, hazugság, bosszú  | Poison Ivy                     | Georgie Cooper                        | Földes Katalin     |
| 1998 | A nap árnyékos oldalán               | Permanent Midnight             | Pamela Verlaine                       |                    |
| 1999 | Kivert kutya                         | A Dog of Flanders              | Anna                                  |                    |
| 2007 | A lankadatlan – A Dewey Cox sztori   | Walk Hard: The Dewey Cox Story | önmaga (stáblistán nincs feltüntetve) |                    |
| 2008 |                                      | Holiday Baggage                | Sarah Murphy                          |                    |
| 2012 | Karácsonyi kutyabalhé 2. – A kölykök | Santa Paws 2: The Santa Pups   | Mrs. Claus                            | Tóth Enikő         |
| 2014 |                                      | The Perfect Wave               | Mrs. McCormack                        |                    |
| 2017 | Öldöklő szerelem                     | Unforgettable                  | Helen / Lovey                         | Incze Ildikó       |
| 2017 |                                      | Camera Store                   | Alma                                  |                    |
| 2021 |                                      | A Cowgirl's Song               | Erin Mays                             |                    |

### Televízió
Tévéfilmek
| Év   | Magyar cím                              | Eredeti cím                            | Szerep                      | Magyar hang   |
| ---- | --------------------------------------- | -------------------------------------- | --------------------------- | ------------- |
| 1973 |                                         | Satan's School for Girls               | Jody Keller                 |               |
| 1979 |                                         | When She Was Bad                       | Betina "Teeny" Morgan       |               |
| 1983 |                                         | Kentucky Woman                         | Maggie Telford              |               |
| 1983 | Grace Kelly                             | Grace Kelly                            | Grace Kelly                 |               |
| 1983 |                                         | The Hasty Heart                        | Margaret                    |               |
| 1985 | Románc az Orient Expresszen             | Romance on the Orient Express          | Lily Parker                 | Tóth Éva      |
| 1987 |                                         | Deadly Care                            | Ann Halloran                |               |
| 1989 |                                         | The Fulfillment of Mary Gray           | Mary Gray                   |               |
| 1990 | Jekyll és Hyde                          | Jekyll & Hyde                          | Sara Crawford née Lanyon    | Andresz Kati  |
| 1990 |                                         | The Girl Who Came Between Them         | Laura                       |               |
| 1990 | Az 1501-es járat rejtélye               | Crash: The Mystery of Flight 1501      | Diane Halstead              | Kovács Nóra   |
| 1991 | Danielle Steel: Második esély           | Changes                                | Melanie Adams               | Vándor Éva    |
| 1991 |                                         | Locked Up: A Mother's Rage             | Annie Gallagher             |               |
| 1993 |                                         | Dead Before Dawn                       | Linda                       |               |
| 1993 | Megszegett ígéret: Emily visszatér      | Broken Promises: Taking Emily Back     | Pam Cheney                  |               |
| 1994 |                                         | Dancing with Danger                    | Mary Dannon                 |               |
| 1996 |                                         | Kiss and Tell                          | Jean McAvoy                 |               |
| 1996 | Vadászat Lisára                         | The Haunting of Lisa                   | Ellen Downey                | Solecki Janka |
| 1996 |                                         | Vows of Deception                      | Lucinda / Lucy Ann Michaels |               |
| 1998 |                                         | Every Mother's Worst Fear              | Connie Hoagland             |               |
| 1998 | Angyali világ                           | Perfect Little Angels                  | Elaine Friedman             |               |
| 1999 | Apám, a sztár                           | Michael Landon, the Father I Knew      | Lynn Noe Landon             |               |
| 2002 | A barátnőm férje                        | Her Best Friend's Husband              | Jane Thornton               | Vándor Éva    |
| 2004 |                                         | Eve's Christmas                        | Diane Simon                 |               |
| 2006 | Befejezetlen szerelem                   | Though None Go with Me                 | Elizabeth Bishop            | Kovács Nóra   |
| 2011 | Örök bátorság                           | Love's Everlasting Courage             | Irene                       |               |
| 2015 | Garázsvásári rejtélyek: Az esküvői ruha | Garage Sale Mystery: The Wedding Dress | Helen Whitney Carter        |               |
| 2017 | Királyi Újév                            | Royal New Year's Eve                   | Abigail                     |               |
| 2018 | Karácsonyi szerződés                    | The Christmas Contract                 | Renee Guidry                |               |
| 2019 | Karácsonyra összezárva                  | Grounded for Christmas                 | Susan                       | Kiss Erika    |
| 2020 |                                         | Christmas Unwrapped                    | Janet Cohen                 |               |
| 2023 |                                         | A Christmas for the Ages               | Joan                        |               |

Sorozatok
| Év        | Magyar cím                                 | Eredeti cím                                      | Szerep                         | Megjegyzések                                                   |
| --------- | ------------------------------------------ | ------------------------------------------------ | ------------------------------ | -------------------------------------------------------------- |
| 1970–1971 |                                            | Josie and the Pussycats                          | Melody Valentine (énekhangja)  | 16 epizód                                                      |
| 1972      |                                            | Alexander Zwo                                    | Nelly                          | 1 epizód                                                       |
| 1972      |                                            | The Ken Berry 'Wow' Show                         | önmaga                         | 5 epizód                                                       |
| 1972–1973 |                                            | The Rookies                                      | lány / hivatalnok              | 2 epizód                                                       |
| 1972–1973 |                                            | Search                                           | Amy Love                       | 3 epizód                                                       |
| 1973      |                                            | Harry O                                          | tizenéves lány                 | 1 epizód                                                       |
| 1973      |                                            | Ironside                                         | Gwen                           | 1 epizód                                                       |
| 1973      |                                            | The Partridge Family                             | Johanna Houser                 | 1 epizód                                                       |
| 1974      | San Francisco utcáin                       | The Streets of San Francisco                     | Susan Ellen Morley             | 1 epizód                                                       |
| 1974      |                                            | Happy Days                                       | Cindy Shea                     | 1 epizód                                                       |
| 1975      |                                            | Switch                                           | Jill Lorimer                   | 1 epizód                                                       |
| 1977      |                                            | Police Woman                                     | Kate                           | 1 epizód                                                       |
| 1977      |                                            | Police Story                                     | Buffy                          | 1 epizód                                                       |
| 1977      |                                            | Code R                                           | Ruth Roberts                   | 1 epizód                                                       |
| 1977      |                                            | The Fantastic Journey                            | Natica                         | 1 epizód                                                       |
| 1977      |                                            | The San Pedro Beach Bums                         | önmaga                         | 1 epizód                                                       |
| 1977–1981 | Charlie angyalai                           | Charlie's Angels                                 | Kris Munroe                    | 87 epizód                                                      |
| 1978      | Muppet Show                                | The Muppet Show                                  | önmaga                         | 1 epizód                                                       |
| 1979      |                                            | Carol Burnett & Company                          | önmaga                         | 1 epizód                                                       |
| 1979      |                                            | The Cheryl Ladd TV Special                       | önmaga (házigazda és énekesnő) | különkiadás                                                    |
| 1980      |                                            | The Cheryl Ladd Special: Souvenirs               | önmaga (házigazda és énekesnő) | különkiadás                                                    |
| 1985      |                                            | A Death in California                            | Hope Masters                   | minisorozat (2 epizód)                                         |
| 1986      | Danielle Steel: Keresztutak                | Crossings                                        | Liane DeVilliers               | - minisorozat (3 epizód) - magyar hangja: - Kiss Erika         |
| 1988      | Bluegrass                                  | Bluegrass                                        | Maude Sage Breen               | - minisorozat (2 epizód) - magyar hangja: - Menszátor Magdolna |
| 1994–1996 | Waikiki páros                              | One West Waikiki                                 | Dawn 'Holli' Holliday          | 21 epizód                                                      |
| 1997      |                                            | Ink                                              | Mercedes                       | 1 epizód                                                       |
| 1999      |                                            | Jesse                                            | Mary Anne Myers                | 1 epizód                                                       |
| 1999      |                                            | Intimate Portrait                                | önmaga                         | 1 epizód                                                       |
| 1999–2000 | Két pasi meg egy csajszi                   | Two Guys, a Girl and a Pizza Place               | Berg anyja                     | 2 epizód                                                       |
| 2003      | Bűbájos boszorkák                          | Charmed                                          | Doris Bennett                  | 1 epizód                                                       |
| 2003–2008 | Las Vegas                                  | Las Vegas                                        | Jillian Deline                 | 29 epizód                                                      |
| 2004      |                                            | Hope and Faith                                   | Mary Jo Johnson Fairfield      | 1 epizód                                                       |
| 2009      | CSI: Miami helyszínelők                    | CSI: Miami                                       | Amanda Collins                 | 1 epizód                                                       |
| 2011      | NCIS                                       | NCIS                                             | Mary Courtney                  | 1 epizód                                                       |
| 2011      | Chuck                                      | Chuck                                            | Emma                           | 1 epizód                                                       |
| 2014      | Nyugi, Charlie!                            | Anger Management                                 | Joanne                         | 1 epizód                                                       |
| 2015      | Ray Donovan                                | Ray Donovan                                      | Tina Harvey                    | 1 epizód                                                       |
| 2016      | American Crime Story: Az O. J. Simpson-ügy | The People v. O.J. Simpson: American Crime Story | Linell Shapiro                 | 4 epizód                                                       |
| 2017      | Nagypályások                               | Ballers                                          | Las Vegas polgármestere        | 1 epizód                                                       |
| 2018      |                                            | Malibu Dan the Family Man                        | Pamela Marshall                | 2 epizód                                                       |
| 2022      |                                            | Dancing With The Stars                           | versenyző                      | 14. helyezett                                                  |